# إيرا تيريل
إيرا تيريل (بالإنجليزية: Ira Terrell)‏ مواليد 19 يونيو 1954 في دالاس، هو لاعب كرة سلة أمريكي سابق. بدأ مسيرته الاحترافية في سنة 1976. تم اختياره من قبل فريق فينيكس صنز خلال الدرافت. يبلغ طوله 6 قدم 8 بوصة (2.0 م). اعتزل اللعب في 1979.

## المسيرة الاحترافية
لعب مع فينيكس صنز في موسم 1976–1977، ثم لعب مع يوتا جاز في موسم 1978–1979، ثم لعب مع بورتلاند ترايل بلايزرز في سنة 1979.

## روابط خارجية
- إيرا تيريل على موقع إن بي أي (الإنجليزية)
- إيرا تيريل على موقع سبورتس رفرنس (الإنجليزية)
- إيرا تيريل على موقع كلية كرة السلة في سبورتس رفرنس.كوم (الإنجليزية)
- إيرا تيريل على موقع ريلجم (الإنجليزية)
- إيرا تيريل على موقع بروبوليرز (الإنجليزية)